# Seznam bolgarskih šahovskih velemojstrov
Seznam bolgarskih šahovskih velemojstrov.

## A
- Silvija Aleksieva
- Venka Asenova

## B
- Milko Bobocov

## Č
- Boris Čatalbašev
- Ivan Čeparinov

## D
- Aleksandar Delčev
- Ivo Donev
- Vladimir Dimitrov

## E
- Evgeni Ermenkov

## G
- Petar Genov
- Kiril Georgiev
- Krum Georgiev

## I
- Vencislav Inkjov
- Antonija Ivanova

## K
- Atanas Kolev
- Nino Kirov

## L
- Valentin Lukov

## N
- Adriana Nikolova

## P
- Nikola Padevski
- Milko Popčev

## R
- Ivan Radulov
- Julian Radulski

## S
- Ljuben Spasov
- Vasil Spasov
- Nikola Spiridonov
- Antoaneta Stefanova

## T
- Veselin Topalov
- Georgi Tringov

## V
- Petar Velikov
- Margarita Vojska